# Dihammaphora bivitticollis
Dihammaphora bivitticollis är en skalbaggsart som beskrevs av Dmytro Zajciw 1964. Dihammaphora bivitticollis ingår i släktet Dihammaphora och familjen långhorningar.
Artens utbredningsområde är Uruguay. Inga underarter finns listade i Catalogue of Life.